# Partido Democrático Nacional (Suriname)
O Partido Democrático Nacional (em neerlandês: Nationale Democratische Partij, NDP) é um partido político no Suriname. Foi fundado em 4 de julho de 1987 pelo ex-ditador e ex-presidente surinamês Dési Bouterse.
O presidente do NDP, Bouterse, foi eleito presidente do Suriname em 19 de julho de 2010, depois de vencer as eleições de 2010 com a aliança política "Megacombinatie". O partido também venceu as eleições de 2015, conquistando 26 cadeiras contra uma aliança de 7 (mais tarde 6) partidos da oposição.
Nas eleições de 2020, o NDP conquistou 16 dos 51 assentos. Dési Bouterse perdeu a presidência e foi sucedido pelo líder da oposição Chan Santokhi. Os partidos da oposição formaram um novo governo de coalizão. O NDP posteriormente tornou-se o principal partido da oposição.

## Fundação
O NDP foi formado a partir de uma reorganização do Vijfentwintig Februari Beweging (VFB, Movimento Vinte e Cinco de Fevereiro), um movimento político estabelecido em 24 de novembro de 1983 por Dési Bouterse e a junta militar no poder.